# Ровчак-Степановка
Ровча́к-Степановка (укр. Рівчак-Степанівка) — село в Нежинском районе (до 17.07.2020 года — в Носовском районе) Черниговской области Украины. Расположено на реке Бабка (Баба). Население 794 человека. Занимает площадь 3,515 км².
Код КОАТУУ: 7423884501. Почтовый индекс: 17142. Телефонный код: +380 4642.

## История
В XIX веке село Ровчак было в составе Макиевской волости Нежинского уезда Черниговской губернии.

## Известные уроженцы
- Клименко, Иван Евдокимович (1891—1937) — советский государственный деятель.
- Постернак, Степан Филиппович (1885—1938) — русский и советский украинский библиотекарь и библиотековед, организатор библиотечного дела в Украине.

## Власть
Орган местного самоуправления — Ровчак-Степановский сельский совет. Почтовый адрес: 17142, Черниговская обл., Нежинский р-н, с. Ровчак-Степановка, ул. Советская, 22а.